# Trédrez-Locquémeau
Trédrez-Locquémeau (en bretó Tredraezh-Lokemo) és un municipi francès, situat a la regió de Bretanya, al departament de Costes del Nord. L'any 2006 tenia 1.392 habitants. El 25 de juliol de 2006 el consell municipal va aprovar la carta Ya d'ar brezhoneg.

## Demografia
| 1962                                       | 1968 | 1975 | 1982  | 1990  | 1999  |
| ------------------------------------------ | ---- | ---- | ----- | ----- | ----- |
| 876                                        | 916  | 932  | 1.069 | 1.155 | 1.250 |
| Des de 1962: població sense dobles comptes |      |      |       |       |       |

## Administració
| Període   | Identitat        | Partit |
| --------- | ---------------- | ------ |
| 1939-1966 | Joseph Le Calvez | SFIO   |
| 1966-1971 | Louis Corson     | PCF    |
| 1971-1989 | Louis Cado       | PS     |
| 1989-     | Joël Le Jeune    | PS     |

## Personatges il·lustres
- Jean Conan (1765–1834), escriptor
- Jules Gros, lingüista i celtista